# محمد علي محمد
محمد علي محمد هو سياسي جيبوتي، ولد في 29 أبريل 1952. حزبياً، نشط في التجمع الشعبي من أجل التقدم. وقد انتخب عضو الجمعية الوطنية في جيبوتي.